# مظفرالدین ازبک
اتابک مظفرالدین ازبک بن محمد بن ایلدگز جهان پهلوان پسر اتابک نصرت‌الدین محمد، نوهٔ اتابک شمس‌الدین ایلدگز (بنیان‌گذار دودمان اتابکان آذربایجان) است. او پس از برادرش اتابک نصرت‌الدین ابوبکر و از سال ۱۲۱۰ میلادی (۶۰۷ هجری) تا سال ۱۲۲۵ میلادی (۶۲۲ هجری) به مدت ۱۵ سال بر آذربایجان حکومت کرد و آخرین پادشاه از دودمان اتابکان آذربایجان بود.
با کوشش‌های اتابک مظفرالدین ازبک، شهر تبریز ۳ سال پس از آغاز حکومت وی و در سال ۱۲۱۳ میلادی (۶۱۰ هجری) به آبادترین، زیباترین، معروف‌ترین و پررونق‌ترین شهر آذربایجان و شمال‌غرب ایران تبدیل شد. حصارها و بناهای مستحکم ساخته شده در تبریز در این دوره به تبعیت از کوه‌های سرخ‌فام سرخاب با آجرهای منقوش یا گچ و به رنگ سرخ ساخته شد. آبراهه‌ها و جوی‌های متعددی در سطح شهر جاری گردید که بر طراوت و زیبایی آن افزود. در این دوره شهر تبریز تبدیل به قطب بافت انواع پارچه‌های ختایی، سقلاطون، عبایی و نیز سجاده و اطلس گردید که تولیدات آن به بسیاری از شهرهای مشرق و مغرب زمین فرستاده می‌شد.

## یورش مغولان
مغولان ۳ بار طی سال‌های ۱۲۲۰ و ۱۲۲۱ میلادی (۶۱۷ و ۶۱۸ هجری) به شهر تبریز یورش بردند. اما با توجه به آبادانی و وفور ثروت تبریز در آن دوره، اتابک مظفرالدین ازبک با تقدیم مقدار زیادی هدیه، زر و کالاها و پارچه‌های قیمتی بافت تبریز، آن‌ها را از ورود به داخل شهر منصرف کرد و با ایشان صلح نمود. البته در این دوره خود اتابک مظفرالدین ازبک به نخجوان رفته بود و امور مذاکره با مغولان را به بزرگان و صاحب‌نفوذان ماهر تبریزی نظیر شمس‌الدین طغرایی واگذار کرده بود که به نمایندگی از جانب اتابک با مهاجمان وارد مذاکره شده بودند.
اما مغولان بار چهارم در سال ۱۲۲۴ میلادی (۶۲۱ هجری) به قصد دستگیری آن دسته از خوارزمیانی که از پایتخت خوارزمشاهیان (کهنه‌گرگانج) برای حفظ جانشان به تبریز —که امن‌ترین شهر بود— پناهنده شده بودند، مجدداً یورش را شروع کردند و به دروازه‌های شهر رسیدند. اما این بار نیز اتابک مظفرالدین ازبک مقدار زیادی زر و زیور از خزانهٔ تبریز، پارچه و لباس‌های گران‌بهای بافت تبریز و نیز چهارپایان مردم تبریز را به آن‌ها هدیه کرد تا خطرشان را دفع کند؛ با این تفاوت که این‌بار مجبور شد گروهی از خوارزمیان (حدود ۶ هزار نفر) را بکشد و سرهایشان را —به همراه بقیهٔ خوارزمیان که اسیرشان کرده بود— به مغولان تحویل دهد و بدین ترتیب، تبریز (برخلاف اکثر شهرهای ایران) به خاطر تدبیر بزرگانش و نیز ثروت فراوانش، مجدداً از خطر ویرانی نجات یافت.

## ورود جلال‌الدین خوارزمشاه
بعد از کشتار خوارزمیان در تبریز، جلال‌الدین خوارزمشاه از مراغه به سوی مرکز آذربایجان حرکت کرد و در ۱۵ ژوئیهٔ ۱۲۲۵ میلادی (۲۷ رجب ۶۲۲ هجری) وارد تبریز شد. مردم شهر با شنیدن خبر کشتار راهزنان اشنویه توسط جلال‌الدین و نیز آمادگی‌اش برای حمله به گرجستان، از ورود او استقبال کردند. در نتیجه جلال‌الدین خوارزمشاه به حکومت ۱۵ سالهٔ اتابک مظفرالدین ازبک و نیز حکومت ۸۹ ساله اتابکان آذربایجان پایان داد. اتابک مظفرالدین ازبک نیز از شدت ناراحتی در قلعهٔ النجق مرند دق کرد و مرد. جلال‌الدین تا سال ۱۲۳۱ میلادی (۶۲۸ هجری) به مدت ۶ سال در تبریز پادشاهی کرد و در این سال بود که آذربایجان را ترک نمود. با ترک تبریز، مغولان در همین سال و برای پنجمین بار وارد آذربایجان و مرکزش تبریز شدند و آن را بعد از ۱۱ سال مقاومت اتابک مظفرالدین ازبک و جلال‌الدین خوارزمشاه و نیز بزرگان و مردم شهر، بالأخره به تصرف خود درآوردند.